# Бонарова (герб)
Бонарова (Бонерорум, Гібрида, Ібрида, Хлєбінський, пол. Bonarowa, Bonerorum, Hibryda, Ibryda, Chlebiński) — польський родовий шляхетський герб.

## Опис
У щиті, розділеному вертикально, в полях: правому срібному і лівому червоному лілія подвійна — чорна з правого і срібна з лівого. Нашоломник: над шоломом в короні воїн (лицар), у повному озброєнні, справа срібний, зліва чорний, тримаючий дві хоругви — в правій руці чорну, в лівій білу. Намет червоний, підбитий сріблом.

## Історія
Емблему цього гербу пояснюють тим, що родоначальник роду Бонарів, який походив з Фландрії.  під час війни Франції з Англією і Шотландією відняв у ворогів дві хоругви — чорну і білу, які зображені в нашоломнику і дали колір щитові. На знак вдячності за таку відвагу французький король надав право Бонарам використовувати у своєму гербі лілію — герб Франції. В XIV столітті цей рід потрапив  до Польщі, де даний герб і був розповсюджений серед інших родин.
Згідно польських джерел — перша згадка про герб датується XV століттям.

## Гербові роди
Андрадські (Andradzki), Андрацькі (Andracki), Баль (Bal), Бонари (Bonar), Бонаровичі (Bonarowicz), Віхлінські (Wichliński), Хлєбінські (Chlebiński).